# Dime cómo fue
«Dime cómo fue» es una canción interpretada por la banda chilena Kudai. Se lanzó el 23 de noviembre de 2018 como el tercer y último sencillo de su álbum Laberinto (2019).

## Antecedentes y composición
El tema fue lanzado el 23 de noviembre de 2018, como tercer y último sencillo del álbum Laberinto (2019). Fue escrito por Gustavo Pinochet y por Cristóbal Müller, bajo la producción de Pinochet, Gerardo López y Damián Nava. Líricamente trata sobre la migración que afecta a miles de personas alrededor del mundo.

## Video musical
Al igual que el sencillo anterior «Lluvia de fuego», el video musical fue dirigido por Piero Medone.

## Posicionamiento en listas
| Listas (2018)          | Mejor posición |
| ---------------------- | -------------- |
| Chile (Monitor Latino) | 46             |

## Historial de lanzamiento
| País   | Fecha                   | Formato                     | Discográfica     | ref.  |
| ------ | ----------------------- | --------------------------- | ---------------- | ----- |
| Varios | 23 de noviembre de 2018 | Descarga digital, streaming | Sony Music Chile | [ 1 ] |